# ザノビ・ストロッツィ
ザノビ・ストロッツィ（Zanobi Strozzi 、1412年11月17日 - 1468年10月6日）は、イタリアのルネッサンス期の画家。いくつかの祭壇画を描き、装飾写本を残した。

## 略歴
フィレンツェの名家、ストロッツィ家の分家のひとつに生まれた。父親が亡くなった後、写本装飾家のBattista di Biagio Sanguigniを邸に住まわして、美術を学んだ。貴族であったため、画家組合に入ることはなかった。1427年から1430年の間は、Sanguigniとフィレンツェから少し離れたフィエーゾレに移った。
ジョルジョ・ヴァザーリによると、フィエーゾレの修道士で画家のフラ・アンジェリコ(1390/1395-1455)と親密な関係であり、弟子でもあったとされる。ストロッツィの現存する作品のほとんどは装飾写本だが、7つの祭壇画と6つの聖母子のパネルや金属細工のいくつかの作品など、多くの板絵も存在する。

## 作品

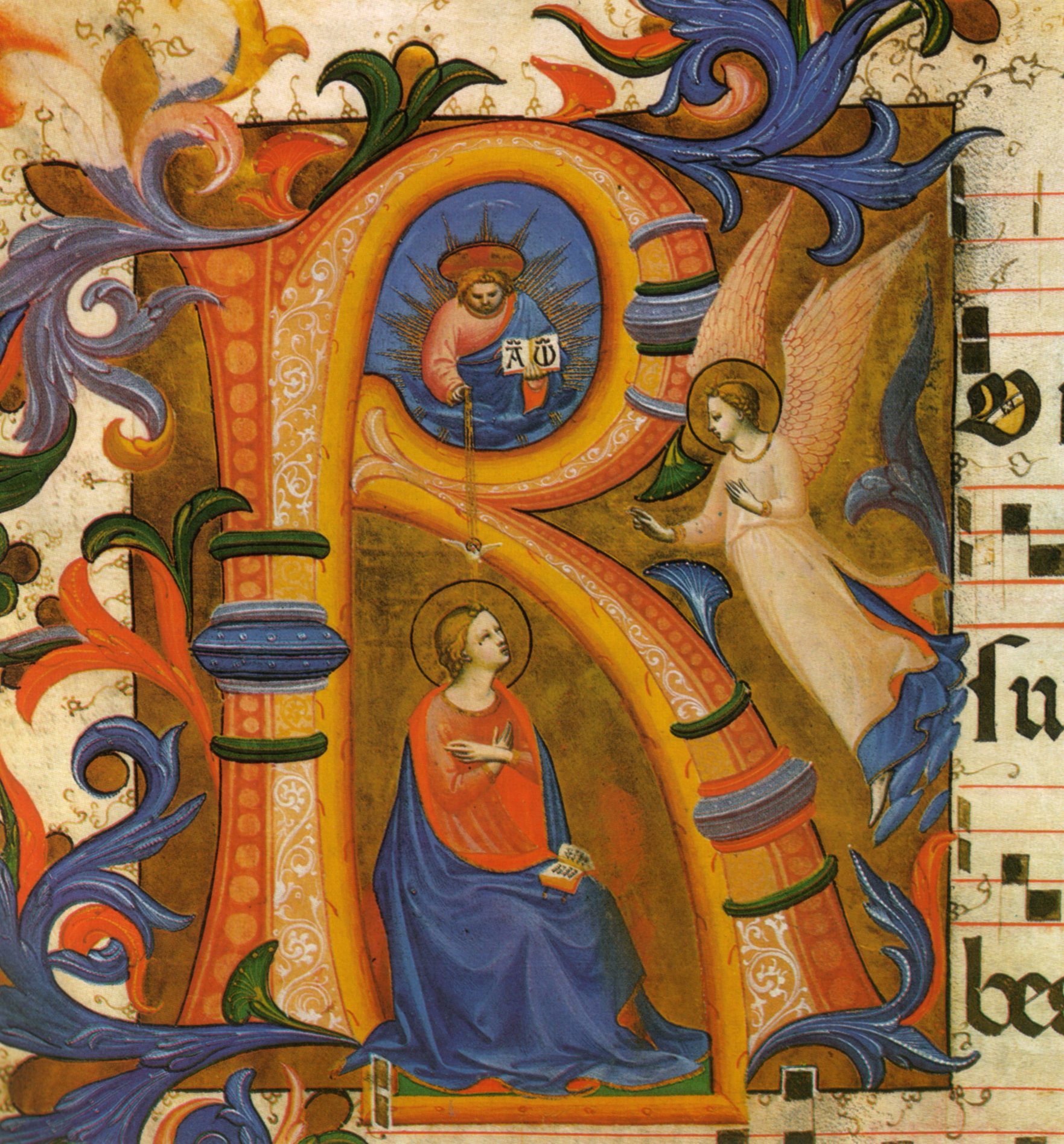
Annunciation、写本装飾
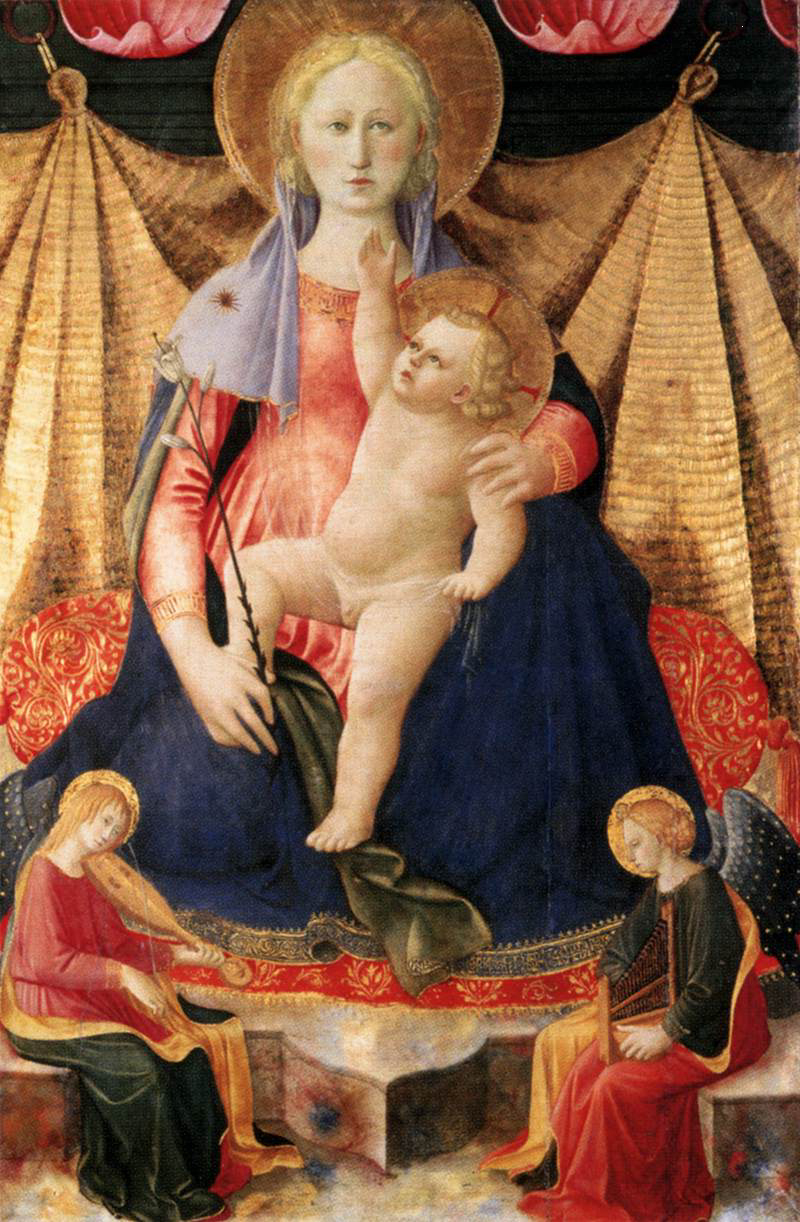
Madonna of Humility with Two Musician Angels, ポルディ・ペッツォーリ美術館 蔵